# Hail the Sun
Hail the Sun — американський постгардкор-гурт із Чико, Каліфорнія, створений у 2009 році. До складу гурту входять вокаліст та барабанщик Донован Мелеро, гітарист Шейн Ганн, гітарист Арік Гарсіа та бас-гітарист Джон Стіррат. Вони відомі еклектичним прогресивним роком і мат-роком, а також традиційними елементами скримо та постгардкору. Вони випустили дебютний студійний альбом POW! Right In the Kisser! (2010) і мініальбом Elephantitis (2012), незалежно перед підписанням контракту з Blue Swan Records наступного року. Гурт випустив другий студійний альбом Wake у 2014 році. 2016 року гурт залишив лейбл, підписавши контракт з Equal Vision Records і випустив третій студійний альбом, Culture Scars 17 червня 2016 року, який посів 38 місце в чарті Billboard Top Rock Albums.
У 2017 році гурт випустив другий мініальбом Secret Wars, який отримав визнання критиків та був відзначений важчим і технічним постгардкорним звучанням гурту. Вони випустили четвертий студійний альбом Mental Knife 28 вересня 2018 року. П'ятий студійний альбом гурту Divine Inner Tension вийшов 11 серпня 2023 року.
Hail the Sun гастролював із Dance Gavin Dance, I the Mighty, Circa Survive та Silverstein тощо. Вони також виступали на численних музичних фестивалях, таких як Chain Fest at the Chain Reaction, South By So What? !, Horns Up Festival і Swanfest.

## Історія

### 2009–13: заснування,POW!Right In the KisserіElephantitis
Учасники гурту Донован Мелеро, Шейн Ганн, Арік Гарсія та Джон Стіррат утворили Hail the Sun у 2009 році під час навчання в коледжі в Чико, штат Каліфорнія. Вони записали дебютний повноформатний студійний альбом POW! Right In the Kisser! протягом трьох місяців, який вийшов 21 травня 2010 року.
3 липня 2012 року гурт випустив мініальбом Elephantitis. Творчий процес перебував під сильним впливом інших постгардкорних музичних груп Fall of Troy і Hot Cross, і був описаний як «свого роду переміщення парадигми в стилі гри постгардкору, поєднуючи прогресивний стиль гри на гітарі з використанням техніки hammer-on-pull-off та вільнішу гру на барабанах із суттєвим зменшенням рифів, стандартними метрмиа та спрощеною структурою пісень, що призвело до спастичного, технічно підкованого звуку, який точно вписувався у високий енергетичний настрій та відчуття, якими відомий постгардкор.»

### 2014–17:Wake,Culture ScarsіSecret WarsEP
Після трьох років інтенсивних гастролей Hail the Sun познайомилися з постгардкор-гуртом Dance Gavin Dance з Сакраменто, штат Каліфорнія, і зрештою підписали контракт з незалежним звукозаписним лейблом Вілла Свона Blue Swan Records. Hail the Sun випустили другий студійний альбом Wake 23 вересня 2014 року через лейбл, отримавши схвалення критиків. Протягом 2014 та 2015 років Hail the Sun багато гастролювали у відповідних турах I the Mighty, Too Close to Touch, Dance Gavin Dance, A Lot Like Birds, the Ongoing Concept, Stolas, Polyphia, Our Last Night, Palisades тощо. 3 грудня 2015 року стало відомо, що гурт вийшов з Blue Swan Records і підписав контракт зі звукозаписним лейблом Equal Vision Records, випустивши нову демо-версію пісні «Paranoia». 25 березня 2016 року гурт випустив офіційну версію синглу «Paranoia». 27 квітня було оголошено, що Hail the Sun збираються випустити третій студійний альбом Culture Scars 17 червня 2016 року. Гурт гастролював в рамках туру Vans Warped Tour 2016.
Говорячи про третій альбом гурту, Culture Scars, гітарист Шейн Ганн сказав: «Культурні шрами — це термін, який ми придумали для позначення тих шрамів, як фізичних, так і емоційних, які виникають через певні речі, які суспільство вважає нормальними та прийнятними. Зазвичай ми не дуже замислюємося про те, як багато болю може викликати „брудна політика“, що присутня в сім'ї з „проблемною дитиною“, або існує за лаштунками знімання розважального шоу для дорослих. Ці теми настільки звичайні у світі, і все ж часто всі ці сценарії викликають так багато травм і болю. Ми хотіли пролити світло на темну сторону того, що ми вважаємо нормальним».
8 листопада 2017 року Hail the Sun випустили сингл «1109» і анонсували EP Secret Wars, який вийшов 10 листопада 2017 року.

### 2018:Mental Knife
2 січня 2018 року Hail the Sun опублікували заяву, в якій підтверджується, що вони записують свій майбутній четвертий студійний альбом з продюсером Бо Берчеллом з американського постгардкор гурту Saosin. Гурт випустив дві нові пісні з альбому 20 червня 2018 року, а повний альбом «Mental Knife» вийшов пізніше 28 вересня 2018 року.

### 2019–2021:New Age Filth
4 вересня 2019 року Hail the Sun опублікували анонс нового синглу та відео на своїй сторінці у Facebook. Пізніше гурт оголосив про повернення до студії для запису свого наступного студійного альбому New Age Filth. 16 квітня 2021 року вийшов п'ятий студійний альбом.

### 2023 — дотепер:Divine Inner Tension
5 січня 2023 року Hail the Sun випустили нову пісню та кліп «Mind Rider». Пізніше вони випустили шостий студійний альбом Divine Inner Tension 11 серпня 2023 року. Це перший реліз гурту, де барабани не були записані в студії Мелеро.

## Музика і вплив
Вокальний стиль Донована Мелеро часто порівнюють зі стилем звукозаписувального виконавця Ентоні Гріна з Circa Survive та вокальним стилем гурту Saosin. Hail the Sun був названий постгардкорним гуртом, який використовує у своїй музиці елементи скримо, прогресив-року та мат-року.

## Склад
Поточний склад
- Донован Мелеро — ведучий вокал, ударні, перкусія (2009–дотепер)
- Шейн Ганн — гітара, бек-вокал (2009–дотепер)
- Арік Гарсія — гітара (2009–дотепер)
- Джон Стіррат — бас (2009–дотепер)

## Дискографія
Студійні альбоми
- POW! Right In the Kisser (2010)
- Wake (Blue Swan Records, 2014)
- Culture Scars (Equal Vision, 2016)
- Mental Knife (Equal Vision, 2018)
- New Age Filth (Equal Vision, 2021)
- Divine Inner Tension (Equal Vision, 2023)

Мініальбоми
- Elephantitis (2012)
- Secret Wars (Equal Vision, 2017)